# Neale Donald Walsch
Pour les articles homonymes, voir Walsch.
Œuvres principales
Conversations avec Dieu
Neale Donald Walsch (né le 10 septembre 1943, Milwaukee, Wisconsin,) , ancien animateur de radio, est un écrivain américain, principalement connu pour ses livres dans lesquels il transcrit ses « conversations » avec Dieu survenues à la suite d'un accident de voiture qui provoqua une crise majeure dans sa vie.
Sa trilogie Conversations avec Dieu est un succès d'édition dans la catégorie de la littérature New Age, plus de 7 millions d'exemplaires vendus dans le monde, traduite en français ainsi que dans plus de 27 langues. Il a en outre créé la fondation Conversations with God (anciennement ReCreation) et l'organisation Humanity's Team.

## Conversations avec Dieu
Conversations avec Dieu est un ouvrage en plusieurs tomes, sous forme de dialogue. L'auteur est supposé recevoir des réponses directement de Dieu (le sens du mot est développé et rénové dans l'ouvrage) selon un principe qui s'apparente à l'écriture automatique ou au channeling. Le contenu est parfois perçu comme proche du Nouveau Testament et de la pensée du New Age. Le libre-arbitre humain est le sujet central de l'ouvrage.
Le premier tome de la trilogie des Conversations avec Dieu paraît en mai 1995. Par la suite, Neale Donald Walsch publie huit livres de dialogue supplémentaires et vingt-six livres additionnels. 
30 ans après son expérience, il est invité à Paris par My Whole Project pour une conférence au Grand Rex le 20 juin 2019. Au cours de cette soirée, il a fait vivre au public l'expérience du livre Conversations Avec Dieu. 

### Les conversations
Selon N.D. Walsch, ces conversations ont débuté ainsi :
« Au printemps 1992, un phénomène extraordinaire est survenu dans ma vie … À ma grande surprise, pendant que je griffonnais … ma main est restée suspendue au-dessus du papier, comme retenue par une force invisible. Soudain la plume s'est mise à bouger d'elle-même. Je n'avais aucune idée de ce que j'étais sur le point d'écrire mais, comme une idée semblait émerger, j'ai décidé de la laisser se dérouler. »
Dans le tome 2, N.D.Walsch précise :
« Sur une feuille de papier vierge, j'écrivais tout simplement une question; n'importe quelle question… habituellement, la première qui me venait à l'esprit. À peine avais-je terminé que la réponse se formait dans ma tête, comme si quelqu'un était en train de me la souffler à l'oreille. Je prenais une dictée ! ».
Par conséquent, Walsch ne se présente pas comme l'auteur du livre, mais comme celui qui reçoit un message à transmettre.

### LeDieude Walsch
Selon Walsch, il faut abandonner le « Dieu d'hier », une « entité omnipotente et séparée de l'humanité ». Le « Dieu de demain » est pour lui dépourvu des « caractéristiques d'un être humain individuel » (C'est un supra-principe créateur en expansion constante à l'instar des représentations panthéistes du New Age). Le « Dieu de demain » verrait son Église dans toutes les églises, l'âme de Dieu étant présente en chaque âme. Toujours selon Walsch, le seul moyen de transformer le concept erroné de « Dieu » est que les leaders religieux affirment « Nous avions tort sur certains sujets ». À la suite des critiques que lui ont valu ces propos, Walsch regrette que le questionnement des textes religieux ne soit plus permis.
La pensée de Neale Donald Walsch repose sur plusieurs idées essentielles telles que: "nous sommes tous Un", "nous ne sommes pas séparés de Dieu", "Dieu communique avec tout le monde, tout le temps", "l'essence de Dieu est amour", "la pensée est créatrice", "chaque acte est un acte d'autodéfinition" , "Le Bien et le Mal n'existent pas", "vous n'êtes pas votre corps, vous ne pouvez pas mourir, comme Dieu, vous êtes sans limites et sans fin". 

## Critiques et controverses
Le contenu des ouvrages de Neale Donald Walsch lui a attiré des critiques, principalement des milieux chrétiens.
Un des reproches principaux concerne la représentation d'un dieu New Age pratiquant le relativisme, éloignée de celle du christianisme : « Il fait le portrait d’un dieu qui est une sorte de « copain » et qui soutient le péché puisqu’il n’existe plus de bien ou de mal objectif (…) Selon Walsch, Dieu sourit à tout ce que nous faisons et ne nous demande que de faire de notre mieux »,.
Tout en affirmant croire à l'existence du channeling, l'auteur Robert Lefavi considère « Conversations avec Dieu » comme une série de livres « absurdes et naïfs » qui risquent, selon lui, de « donner une idée complètement fausse de Dieu et de la spiritualité ».
Marcia Montenegro, une ancienne astrologue devenue militante chrétienne baptiste anti-New Age, rapproche les préceptes de Walsch du monisme et du panthéisme, et prétend que « beaucoup de messages du livre correspondent parfaitement à ceux de quelqu'un […] qui a mis en doute la parole de Dieu, traité Dieu de menteur, a dit à Adam et à Ève qu'ils pouvaient être comme Dieu et qu'ils ne mourraient pas. Ce quelqu'un était […] Satan ». Cette question de savoir si celui qui s'adresse à lui n'est pas le diable plutôt que Dieu est posée par Neale Donald Walsch dans ses livres. Selon ce qui est dit par "Dieu" dans ses livres, le diable n'existerait pas.
Wendy Kaminer, athée militante, considère les Conversations avec Dieu comme un exemple de ce qu'elle appelle « la montée de l'irrationalisme ». Elle réprouve les bénéfices matériels réalisés par les ouvrages du courant New Age aux États-Unis.
D'autres critiques suggèrent que les Conversations avec Dieu met dans la bouche de Dieu ce que les gens voudraient entendre, incarnant ainsi une sorte de « spiritualité de bien-être ».
Walsch a été accusé de plagiat sur le blog de Beliefnet (en) en 2008, pour un texte intitulé Upside down, or right side up ? (« Sens dessus dessous ou à l'endroit ?»),. Son récit rapportait une apparition quasi miraculeuse des mots « Christ Est Amour » au cours d'un spectacle de Noël à l'école de son fils,. Mais l'article était identique à une publication de Candy Chand 10 ans plus tôt dans le magazine Clarity. Il se trouve que leurs fils respectifs s'appellent tous deux Nicholas,. Walsch présenta ses excuses publiquement, disant qu'il avait inconsciemment fait l'histoire sienne au fil des années. Walsch quitta le blog à cause de son erreur. Il expliqua ensuite, durant ses conférences, qu'il avait été convaincu que cette histoire était celle de son fils, car ce texte était dans ses archives sur son ordinateur depuis des années et comme le nom de son fils s'y trouvait, il avait cru s'en souvenir. Il rapprocha ce phénomène du syndrome des faux souvenirs mais exprima sa déception de constater que son « esprit lui jouait ce genre de tour ».

## Cinéma
- Il a participé à la réalisation du film The Indigo evolution de James Twymann en 2003, sur le sujet des enfants indigo, dont il joue également le rôle principal.

- 2006 : Conversations avec dieu (Conversations with God) de Stephen Deutsch avec Henry Czerny, T. Bruce Page, Vilma Silva et Abdul Salaam El Razzac